# Christian Lous Lange

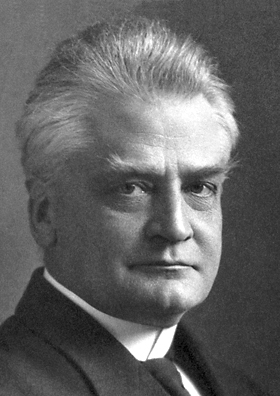
Christian Lous Lange

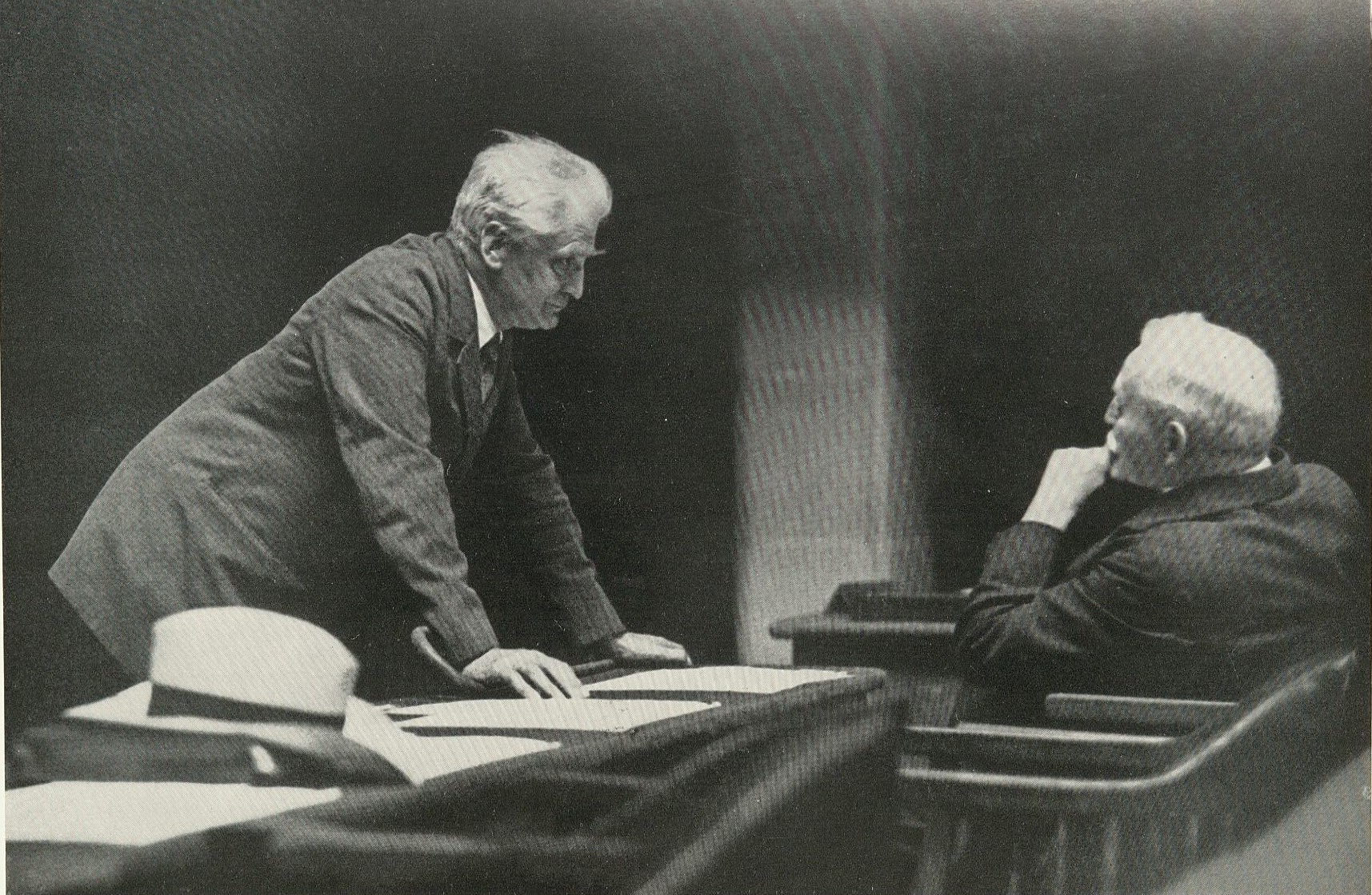
Erich Salomon: Christian Lous Lange und Raoul Dandurand

Christian Lous Lange (* 17. September 1869 in Stavanger; † 11. Dezember 1938 in Oslo) war ein norwegischer Politiker und Sekretär der Interparlamentarischen Union. 1921 erhielt er gemeinsam mit Karl Hjalmar Branting den Friedensnobelpreis.

## Biographie

### Frühe Jahre und Ausbildung
Christian Lange wurde 1869 als Sohn einer wohlhabenden Familie in Stavanger geboren. Nach seiner Schulausbildung studierte er in Kristiania, dem heutigen Oslo, Sprachwissenschaften und Geschichte und arbeitete anschließend als Lehrer. In der um 1880 starken sozialen Bewegung für die nationale und politische Freiheit Norwegens von Schweden und dem schwedischen Königshaus beteiligte er sich als Pädagoge an den Freiheitsbewegungen und setzte sich politisch für die Einführung eines eigenen Wahlrechts in Norwegen ein.

### Berater der Nobelpreiskommission
Im Jahr 1899 gehörte Lange zu den Organisatoren der Konferenz der Interparlamentarischen Union (IPU) in Kristiania. Diese bis heute existierende Organisation war erst im Vorjahr von Sir William Randal Cremer (Friedensnobelpreis 1903) und Frédéric Passy (Friedensnobelpreis 1901) gegründet und sollte den Internationalen Austausch der Völker ermöglichen, um Konflikte zu vermeiden. 
In der Folge der Konferenz wurde Lange von der Nobelpreiskommission des norwegischen Parlaments, des Storting, zum ersten Sekretär bestimmt. In dieser Funktion entwickelte er die Grundlagen der Preisträgerauswahl und Preisvergabe der Friedensnobelpreise. Bis 1904 war er zudem der einzige Berater des Komitees und formulierte die Berichte über alle Kandidaten des Preises, die er dann dem Komitee vorlegte. 1904 wurde er Vorsitzender des Nobel-Institutes und behielt diesen Posten bis 1909. 

### Interparlamentarische Union
1909 lernte Christian Lange auf einer Reise den französischen Diplomaten Paul Henri d’Estournelles de Constant (Friedensnobelpreis 1909) kennen, der ihm den Posten als Generalsekretär der Interparlamentarischen Union für internationale Schiedsgerichtsbarkeit in Brüssel anbot, welchen er im gleichen Jahr annahm.
Im Jahr 1914 verlegte Lange sein Büro in seine Wohnung nach Oslo, gezwungen durch die Besetzung Belgiens durch die deutschen Truppen im Ersten Weltkrieg und organisierte von hier aus das weitere Wirken der Union. Auf einer internationalen pazifistischen Konferenz in Den Haag im April 1915 stellte Lange seine Pläne für eine Friedensorganisierung nach dem Krieg vor, die später von der Zentralorganisation für einen dauerhaften Frieden übernommen wurden. 1919 promovierte er mit dem ersten Band seines Werkes Geschichte des Internationalismus an der Universität in Oslo.
Im Oktober 1919 konnte Christian Lange den Rat der Interparlamentarischen Union erstmals nach dem Krieg wieder einberufen, wobei 10 Staaten ihre Vertreter nach Genf schickten. Die erste Nachkriegkonferenz der Union fand 1921 ebenfalls in Genf statt, wohin das Büro Langes 1920 ebenfalls verlegt wurde. Er selbst blieb noch bis 1923 Generalsekretär der Union. 1920 wirkte Christian Lange als Delegierter Norwegens bei der Gründungssitzung des Völkerbundes, wo er sich massiv für die Abrüstung einsetzte. 1921 erhielt er für seine Friedensarbeit bei der Interparlamentarischen Union den Friedensnobelpreis gemeinsam mit dem schwedischen Völkerbundsdelegierten Karl Hjalmar Branting.
Nachdem er 1923 bei der Union ausgeschieden war, war er bis zu seinem Lebensende 1938 Delegierter in der Vollversammlung des Völkerbundes.

## Werke
- « Histoire de la doctrine pacifique et de son influence sur le développement du droit international », dans Recueil des cours (Académie de droit international), 1926, III, Tome 13 de la Collection, pp. 171–426. Paris, Hachette, 1927.
- Histoire de l’internationalisme I: Jusqu’à la Paix de Westphalie (1648)., Histoire de l’internationalisme II: De la Paix de Westphalie jusqu’au Congrès de Vienne (1815), (gemeinsam mit August Schou), Publications de l’Institut Nobel Norvégien, Tomes IV, VII, VIII. Oslo, Aschehoug, 1919, 1954, 1963. (Der Band 3  Histoire de l’internationalisme III: Du Congrès de Vienne jusqu’à la première guerre mondiale (1914) stammte vollständig von Schou.)
- Organisation centrale pour une paix durable: Exposé des travaux de l’organisation. La Haye, Organisation centrale pour une paix durable, 1917.
- Parliamentary Government and the Interparliamentary Union, in World Peace Foundation Pamphlet Series, Vol. I, No. 3, Part III. Boston, World Peace Foundation, 1911.
- Russia, the Revolution and the War: An Account of a Visit to Petrograd and Helsingfors in March, 1917, Washington, D. C., Carnegie Endowment for International Peace (Division of Intercourse and Education, No. 12), 1917.
- Union interparlementaire: Résolutions des conférences et décisions principales du conseil, 2e éd. Bruxelles, Misch & Thron, 1911.